# Liste de gares au Vietnam
La liste de gares au Vietnam est une liste de gares ferroviaires située sur le territoire du Vietnam.

## Liste des gares
- Gare de Bac Giang (en)
- Gare de Bac Ninh (en)
- Gare de Bien Hoa (en)
- Gare de Binh Thuan (en)
- Gare de Binh Trieu (en)

- Gare de Dalat
- Gare de Da Nang
- Gare de Di An (en)
- Gare de Dieu Tri
- Gare de Dong Anh (en)
- Gare de Dong Dang (en)
- Gare de Dong Ha (en)
- Gare de Dong Hoi
- Gare de Gia Lam (en)
- Gare de Giap Bat (en)

- Gare de Ha Long (en)
- Gare de Haï Duong (en)
- Gare de Haïphong
- Gare de Hanoï
- Gare de Hué

- Gare de Kep (en)

- Gare de Lan Mau (en)
- Gare de Lang Son (en)
- Gare de Lao Cai
- Gare de Long Biên
- Gare de Luu Xa (en)

- Gare de Mao Khe (en)

- Gare de Nam Dinh
- Gare de Nha Trang
- Gare de Ninh Bình (en)

- Gare de Phan Thiet (en)
- Gare de Phu Ly (en)
- Gare de Phu Tho (en)

- Gare de Quan Trieu (en)
- Gare de Quang Ngai (en)
- Gare de Quy Nhon (en)

- Gare de Saïgon
- Gare de Song Than (en)

- Gare de Tam Ky (en)
- Gare de Tan Ap (en)
- Gare de Thanh Hoa (en)
- Gare de Thanh Khe (en)
- Gare de Thap Cham (en)
- Gare de Tuy Hoa (en)

- Gare de Uong Bi (en)

- Gare de Van Dien (en)
- Gare de Viet Tri (en)
- Gare de Vinh (en)

- Gare de Yen Bai (en)
- Gare de Yen Cu (en)
- Gare de Yen Vien (en)